# Krokodilöl

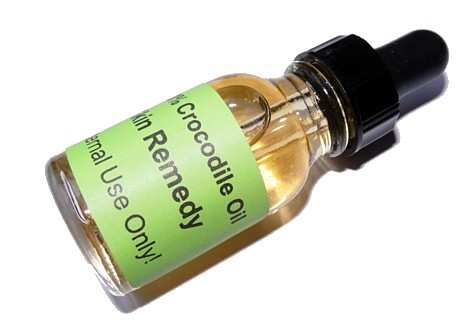
Krokodilöl wird aus dem Fettgewebe von Krokodilen gewonnen.

Krokodilöl wird aus dem Fettgewebe von Krokodilen gewonnen. Hauptsächlich wird Krokodilöl seit dem 19. Jahrhundert in Thailand produziert. Das Öl fand seitdem in verschiedenen Kulturen Anwendung. Historisch wurde das Öl unter anderem für traditionelle Praktiken, wie für die traditionelle chinesische Medizin, verwendet. Heutzutage findet das Öl unter anderem im kosmetischen und medizinischen Bereich Anwendung. Es gibt allerdings auch Kritik an der Verwendung von Krokodilöl, denn die Nachfrage nach tierversuchsfreien und veganen Produkten steigt bei den Verbrauchern der heutigen westlichen Gesellschaften.

## Zusammensetzung

Chemische Struktur eines typischen Triglycerids im Krokodilöl. Der blau markierte Fettsäurerest leitet sich von der Palmitinsäure, die beiden grün markierten von der Ölsäure ab. Im Zentrum ist schwarz das dreifach acylierte Glycerin erkennbar.

Der folgenden Tabelle lassen sich die Fettsäurenanteile in den Triglyceriden des Krokodilöls entnehmen:
| Fettsäure              | Menge (in %)  |
| ---------------------- | ------------- |
| Laurinsäure            | 0,10 ± 0,009  |
| Myristinsäure          | 0,55 ± 0,025  |
| Pentadecansäure        | 0,09 ± 0,006  |
| Palmitinsäure          | 20,11 ± 0,526 |
| Heptadecansäure        | 0,15 ± 0,007  |
| Stearinsäure           | 5,39 ± 0,081  |
| Arachinsäure           | 0,13 ± 0,005  |
| Myristoleinsäure       | 0,09 ± 0,009  |
| Palmitinsäure          | 3,63 ± 0,146  |
| cis-10-Heptadecansäure | 0,12 ± 0,004  |
| cis-9-Oleinsäure       | 40,35 ± 0,895 |
| Linolsäure             | 21,81 ± 0,564 |
| Alpha-Linolensäure     | 1,06 ± 0,133  |
| Gamma-Linolensäure     | 0,19 ± 0,013  |
| Gondosäure             | 0,40 ± 0,031  |
| Eicosadiensäure        | 0,29 ± 0,021  |
| Eicosatriensäure       | 0,25 ± 0,025  |
| Arachidonsäure         | 0,84 ± 0,011  |
| Docosahexaensäure      | 0,20 ± 0,025  |
| Andere Fettsäuren      | 4,26 ± 0,006  |

## Geschichte

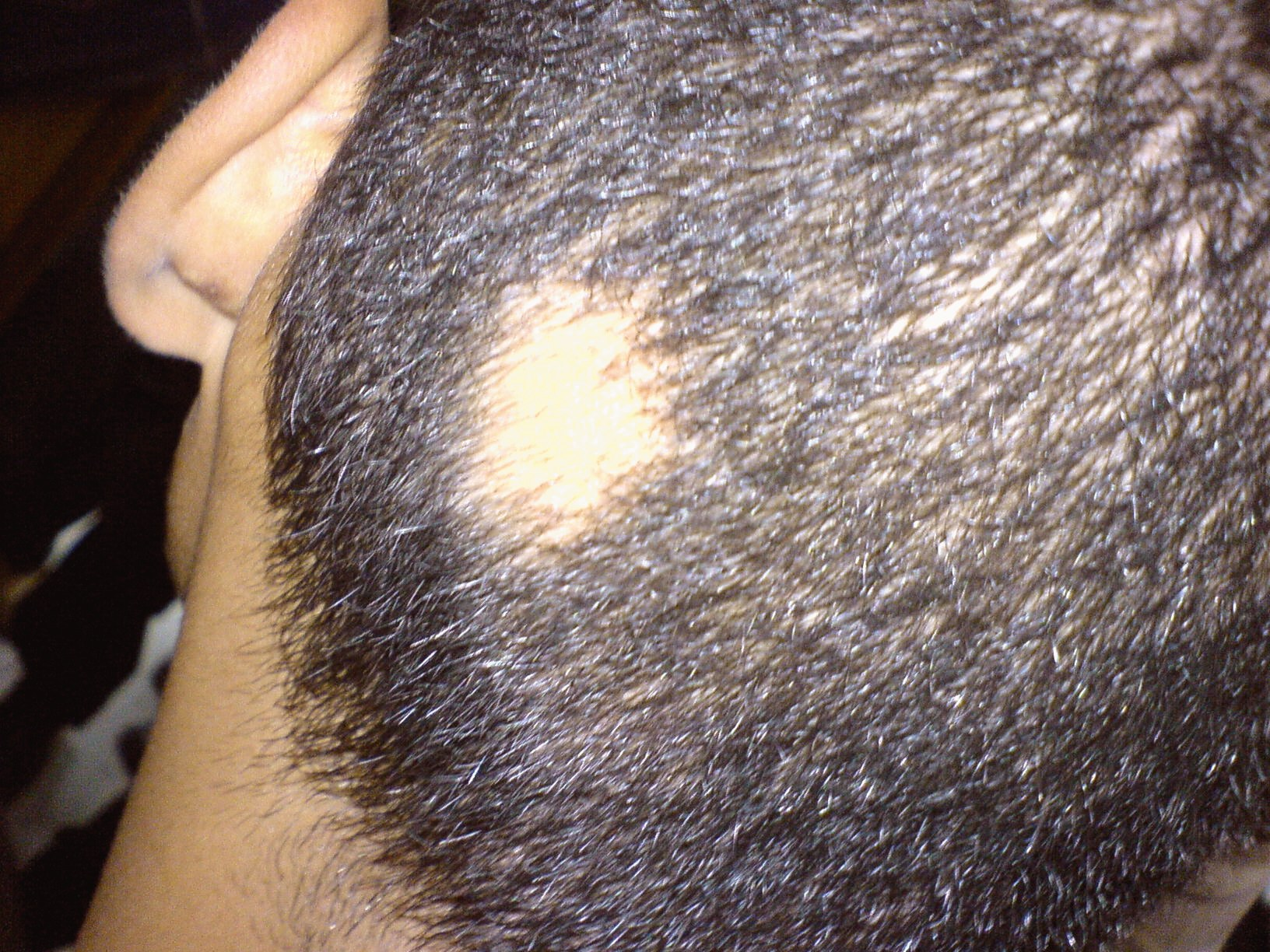
In der altägyptischen Medizin wurde Krokodilöl verwendet, um kahle Stellen, auch Alopezie genannt, zu behandeln.

Krokodilöl wurde von traditionellen Praktikern jahrhundertelang zur Behandlung von Hauterkrankungen und Krankheiten wie Krebs verwendet. In der altägyptischen Medizin wurde Krokodilöl verwendet, um das Haarwachstum zu stimulieren, um kahle Stellen, auch Alopezie genannt, zu behandeln und um grauem Haarwuchs vorzubeugen. Krokodilöl wurde von den alten Ägyptern in Kombination mit ägyptischem Ziegenfett und Löwenfett eingesetzt, um Verbrennungen zu behandeln. In Kombination mit Honig und Olivenöl wurde Krokodilöl von den Ägyptern verwendet, um das Zittern der Gliedmaßen zu lindern. Der Papyrus Ebers erwähnt, dass die ägyptische Medizin die Herstellung einer Verhütungslösung empfiehlt, die aus Krokodilöl, Gummi-Akazie oder Honig und Natron besteht. Der historischen Tabelle der Materia medica lässt sich entnehmen, dass Krokodilöl in der ägyptischen Medizin verwendet wurde, um eine Salbe in Kombination mit „Nilschleim“ herzustellen. Diese Salbe wurde gegen Rheuma eingesetzt.
In Afrika wurde Krokodilöl bei Beschwerden wie Hautausschlägen und zur Förderung der Wundheilung eingesetzt. Es gibt auch Hinweise darauf, dass Krokodilöl traditionell in Südafrika verwendet wurde. Südafrikaner konsultieren traditionelle Heiler, wo sie am Ausbau des Gesundheitssystems in ländlichen Gebieten mitwirken. Krokodilfett wird mit der gemahlenen Rinde von Cryptocarya latifolia vermischt und von den Zulu zur Behandlung von Brustbeschwerden verwendet.
Krokodilöl wurde auch in Indien im 19. Jahrhundert zu Behandlung von Verbrennungen verwendet. Das Öl wird dafür vom in Panjab ansässigen Sanif-Stamm hergestellt, der Krokodilfett isst. Sie geben an, dass Krokodilöl größere Mengen an „verfestigendem Fett“ enthält als jedes Fischöl. Ein westlicher Forscher untersuchte, ob Krokodilöl einen größeren Anteil an festem Fett enthält als Lebertran oder Fischöl. Dafür wurde die Qualität verschiedener tierischer Öle getestet, indem die Öle auf Leder aufgetragen wurden. Dabei ließ sich erkennen, dass mit Krokodilöl behandeltes Leder im Vergleich zu anderen natürlichen Ölen steifer blieb. Darüber hinaus wird in einer Zeitschrift aus dem Jahr 1886 auch auf die Verwendung von Krokodilöl in Deutschland zur Lederzurichtung hingewiesen, das in Punjaub hergestellt und bei 33 Grad erstarrt wurde.
Sowohl in der traditionellen chinesischen Medizin als auch in der südostasiatischen Medizin werden Krokodilöl und Produkte als Salben für Verbrennungen verwendet. Eine Studie testete die heilende Wirksamkeit von Krokodilöl bei Verbrennungen durch eine chinesische Kräutermedizin namens Krokodilöl-Brandsalbe, die aus Krokodilöl, natürlichem Mineralstoff und der Extraktion anderer pflanzlicher Arzneimittel besteht, indem sie bei der Behandlung von Verbrennungen zweiten Grades bei Ratten angewendet wurde, und fand heraus, dass Krokodilöl Verbrennungswunden besser heilen lässt. Die traditionelle chinesische Medizin verwendet das Krokodilöl bei anderen Erkrankungen wie Bronchitis, Allergien, Hautproblemen, Bluthochdruck und Krebs. Krokodilöl wird in Madagaskar auch zur Behandlung von Verbrennungen, Hautgeschwüren und Krebs, Husten und Asthma verschrieben. Es gibt auch Hinweise darauf, dass Krokodilöl in Südafrika traditionell zur Behandlung von Hauterkrankungen, bei Ekzemen und Hautausschlägen sowie zur Förderung der Wundheilung verwendet wird. Krokodilöl wird in Mexiko zur Behandlung von Krankheiten wie Asthma, Emphysem und Grippe verwendet.

## Verwendung

### Kosmetik und Dermatologie

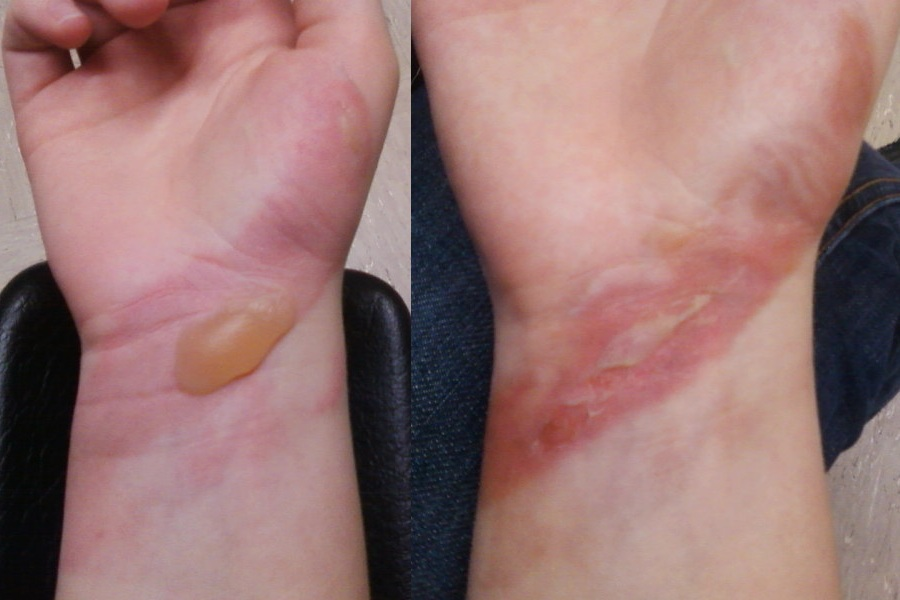
Krokodilöl fördert die Wundheilung nach Verbrennungen

Krokodilöl wurde von traditionellen Praktikern zur Behandlung von Hauterkrankungen einschließlich mikrobieller Infektionen und entzündlicher Erkrankungen verwendet. Eine Untersuchung des State Key Laboratory of Marine Environmental Science in China beschreibt die heilende Wirkung von Krokodilöl bei Verbrennungswunden, die durch eine Verkürzung der Wundverschlusszeit angezeigt wird. Die Studie ergab, dass Krokodilöl eine wundheilende Wirkung hat und die Narbenbildung bei Ratten reduziert. Das Fettsäureprofil von Krokodilöl weist darauf hin, dass das Öl hauptsächlich aus Fettsäuren besteht, die antimikrobielle und entzündungshemmende Eigenschaften besitzen. Eine Studie liefert wissenschaftliche Beweise für die antimikrobiellen und entzündungshemmenden Eigenschaften von Krokodilöl.
In einer klinischen Studie wurden die positiven Auswirkungen von Krokodilöl bei der Behandlung alternder Haut im Vergleich zu Placebo-Lotionen getestet. Sie fanden heraus, dass Krokodilöl eine gute Stabilität über einen Zeitraum von 6 Monaten hatte. Beide Lotionen zeigten eine Erhöhung der Hautfeuchtigkeit. Neben der Feuchtigkeitsversorgung der Haut zeigte die Forschung auch die Auswirkungen von Krokodilöl-Lotionen auf die Hautschuppung und Hautelastizität. Die Ergebnisse zeigten, dass es keine Verbesserung der Hautschuppung und Hautelastizität gab. Alternde Haut ist durch Falten, schlaffe Haut und verminderte Straffheit gekennzeichnet. Infolgedessen wird Krokodilöl aufgrund seiner Fettsäuren und Eigenschaften zur Hautreparatur verwendet, um die Hautqualität und das Aussehen zu unterstützen.
Krokodilöl und Krokodilöl enthaltende Produkte, die derzeit auf dem Markt sind, werden außerdem zur Behandlung von Dermatitis, Kratzern, Akne, Rasurbrand, Wundliegen, Hämorrhoiden, Entzündungen von arthritischen Zuständen, Behandlung von Verfärbungen, Pigmentierung hautähnlicher brauner Flecken, Sommersprossen, Verdunkelung in den Wechseljahren, Behandlung von trockener, schuppiger, juckender und alternder Haut, Windelausschlag, Fußpilz, Juckreiz und Reizung der Kopfhaut verwendet. In Bezug auf dermale Toxizitätstests ist Krokodilöl-Lotion nachweislich ein sicheres Produkt für die Anwendung auf der Haut.
Krokodilöl als hauptsächlich natürliche Triglyceride enthaltendes Öl trägt zu wohltuenden Eigenschaften in Kosmetika und Körperpflegeprodukten bei.

### Weitere Verwendungen
Mit der Zunahme der kommerziellen Alligatorzucht in Ländern wie Thailand, den Vereinigten Staaten, Australien, Südafrika und Südostasien wurden Krokodilfett und -öl zu einem kommerziellen Produkt, das auf verschiedene Weise verwendet werden kann, z. B. in der Medizin und als Rohstoff für Biodiesel. Laut Vermaak ist die Naturstoffindustrie eine Multimilliarden-Dollar-Industrie und in den letzten Jahren enorm gewachsen.

## Kritik

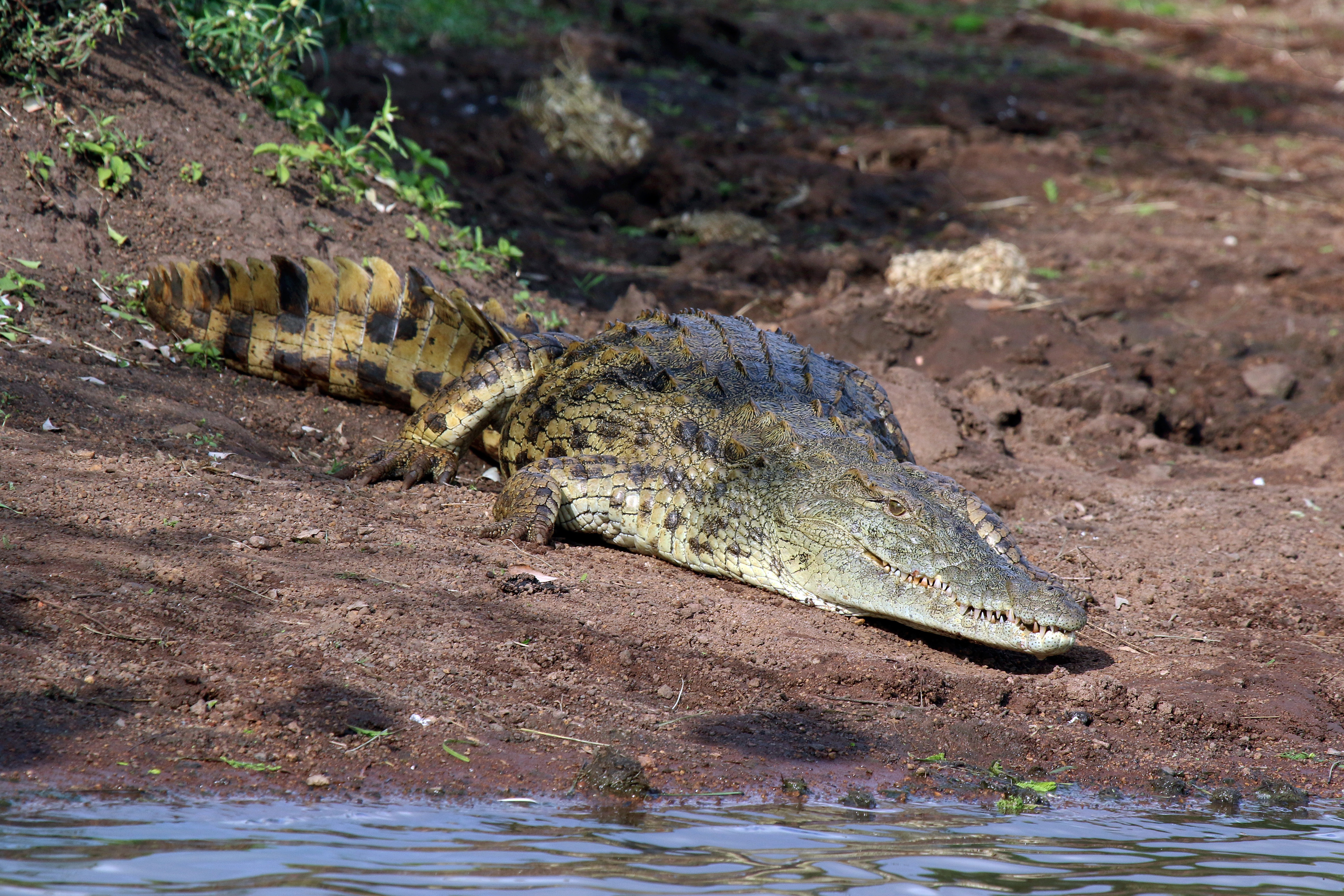
Der übermäßige Fang des Nilkrokodils hat zum Rückgang dieser Art in Wildpopulationen geführt.

Kritiker der Krokodilzucht betonen, dass die Verwendung von Krokodilöl ein Beitrag zur abnehmenden Zahl von Krokodilarten ist. Viele Krokodilarten sind gefährdet, wie zum Beispiel das siamesische Krokodil. Gemäß dem Übereinkommen über den internationalen Handel mit gefährdeten Arten freilebender Tiere und Pflanzen können Produkte aus gefährdeten Arten nach der Zertifizierung legal gehandelt werden.
Besonders kritisiert werden Hautpflegeprodukte auf Basis von Nilkrokodilöl. Das Übereinkommen über den internationalen Handel mit gefährdeten Arten freilebender Tiere und Pflanzen listet das Nilkrokodil in Anhang II, was bedeutet, dass die Art nicht vom Aussterben bedroht ist, aber die Sammlung, Verarbeitung, der Inlandshandel und der Export aller Krokodilprodukte kontrolliert werden müssen. Der übermäßige Fang dieses Tieres hat zum Rückgang dieser Art in Wildpopulationen geführt. Es werden Anstrengungen unternommen, um den bestehenden Lebensraum dieser Art zu erhalten.
Krokodile werden seit dem frühen 20. Jahrhundert in Farmen gezüchtet, wobei die thailändische Krokodilzucht derzeit die größte der Welt ist. Die Zucht dieses Tieres in Gefangenschaft ist in einigen Teilen der Welt eine sich entwickelnde Industrie. Die wichtigsten Handelsprodukte von Krokodilen sind die Haut, das Fleisch und das Öl. Krokodilhaut wird zur Herstellung von hochwertigem Leder verwendet und Krokodilfleisch gilt als saftiges weißes Fleisch, das fettarm und proteinreich ist.